# 横谷宗珉
横谷 宗珉（よこや そうみん、寛文10年（1670年）- 享保18年8月6日（1733年9月13日））は、江戸時代中期の装剣金工家である。通称は長二郎後に治兵衛。幼名は宗知。

## 経歴・人物
京都にて生まれる。後藤殷乗の弟子である横谷宗与の実子ないしは養子とも言う。その後江戸に移り、後藤派の幕府御彫物役として「家彫り」を学んだ。
しかし、元禄3年（1690年）頃に後藤派の因襲にとらわれ独立し、宗珉と改名する。独立後は自由な題材や材質、構図といった新しい作風を展開し「町彫り」を創始して当時の金工家に一世を風靡した。作品には小柄、笄、目貫、縁頭等多岐に渡る。同技法以外にも狩野探幽、狩野安信、英一蝶等の作品の下絵を題材として「片切彫り」も創始した。門下に実子の二代目横谷宗与、横谷英精、柳川直政、大森英昌、古川元珍等がいた。
代表作に『赤銅牡丹獅子揃物』『二王二所物』等がある。